# عدنان أبو عودة
عدنان أبو عودة (ولد في 1933 في نابلس - توفي في 2 فبراير 2022 في عمان) هو سياسي ووزير أردني ورئيس الديوان الملكي الهاشمي الأسبق، وكاتب من أصول فلسطينية. شغل منصب وزير الثقافة والإعلام في عدة حقائب وزارية منذ سنة 1970 إلى سنة 1984 على فترات متقطعة، وهو عضو مجلس الأعيان الأردني سابقاً. ألف كتاباً سنة 2017 عن مسيرته السياسية خلال الفترة التي كان فيها وزيراً، ومن خلال الكتاب وضع الكثير من الملفات الغامضة أمام القراء.

## حياته
ولد أبو عودة في نابلس سنة 1933 لأسرة بسيطة، كان والده يعمل صانع صابون ووالدته ربة منزل. أصرت الوالدة على إكمال ابنها دراسته، ورفضت أن تجعله صبي في محل لتصليح السيارات. انتمى خلال فترة شبابه الأولى لحزب التحرير وذلك بعد صداقةٍ مع ابن مؤسس الحزب تقي الدين النبهاني، لكنه تركه سنة 1955 بعد أحداث حلف بغداد. 
في عام 1957 عمل مدرسًا في مدرسة الفاضلية في طولكرم، ثم سافر إلى بريطانيا لإكمال دراسته والتحق بالحزب الشيوعي وآمن بمبادئه، لكن سرعان ما ترك الحزب بسبب ثورة 14 تموز 1958 في العراق. وقرر أخيراً عدم الالتحاق بأي حزب لاحقاً.
انتقل أبو عودة للكويت للعمل في مجال التدريس، ثم ملازماً بالمخابرات الأردنية بسبب علاقته القديمة مع مدير المخابرات محمد رسول الكيلاني، وعمل كمحلل سياسي فيها. وبعد أحداث أيلول الأسود سنة 1970 أصبح وزيراً للإعلام في الحكومة العسكرية التي أسست آنذاك، وكان في وقتها برتبة رائد.

## الوظائف مرتبة حسب التاريخ
- 1966: ضابط في جهاز المخابرات الأردنية.
- 1970: وزير الثقافة والاعلام في الحكومة العسكرية (كان برتبة رائد) (الأردن)
- 1974 - 1979: عضو مجلس الأعيان.
- 1979 - 1982: عضو مجلس الأعيان.
- 1982 - 1984: عضو المجلس الوطني الاستشاري الأردني.
- 1984 - 1988: وزير البلاط الملكي.
- 1988 - 1991 المستشار السياسي للملك الحسين بن طلال.
- 1991 - 1992 رئيس الديوان الملكي الأردني.
- 1992 - 1995 مندوب الأردن الدائم لدى الأمم المتحدة.
- 1997: عضواً في مجلس الأعيان الأردني.
- مستشاراً للملك عبد الله الثاني.
- عام 2007 أحيل لمدعي عام محكمة أمن الدولة بتهمة إطالة اللسان وإثارة النعرات الطائفية، بعد كتاب له عن حقوق الأردنيين من أصول فلسطينية، وتمت تبرئته من التهم المنسوبة إليه لاحقاً.